# خانواده آدامز (مجموعه پویانمایی ۱۹۷۳)
خانواده آدامز عنوان یک مجموعه تلویزیونی پویانمایی می‌باشد که در سال ۱۹۷۳ ساخته شده‌است.